# Етазета
Етазета (*д/н —після 254 до н. е.) — регент Віфінії у 255 до н. е.—254 до н. е. роках.

## Життєпис
Про походження відсутні відомості. Була другою дружиною віфінського царя Нікомеда I, від якого мала декількох синів. Невдовзі до смерті чоловіка намагалася позбавитися пасорбка Зіела, який вимушений був тікати до Малої Вірменії.
У 255 році до н. е. після смерті чоловіка за підтримки Гераклеї Понтійської, Візантія та Кіоса стала регентшею за малого сина Зіпойта III. Але невдовзі вимушена була протидіяти Зіелу, що за підтримки галатів-толістобогіїв, вдерся до Віфінії.
За цих обставин під тиском аристократії вийшла заміж за брата померлого чоловіка (його ім'я невідоме). Зрештою Етазета зазнала поразки й вимушена було втекти до Македонії разом з синами. Подальша доля невідома.